# 天摩郡
天摩郡（チョンマぐん）は、朝鮮民主主義人民共和国平安北道の西部に位置する郡。面積763.3平方km。1邑、1労働者区、20里を管轄する。

## 地理
鴨緑江の支流三橋川の源を発する。

## 行政区画
1邑・20里を管轄する。
| - 天摩邑（チョンマウプ） - 館洞里（クァンドンニ） - 九巌里（クアムニ） - 金ゴル里（クムゴルリ） - 大牛里（テウリ） - 大鰕里（テハリ） - 東古里（トンゴリ） - 栢子里（ペクチャリ） - 斐化里（ピファリ） - 三峯里（サンボンニ） - 三松里（サンソンニ） | - 西古里（ソゴリ） - 松林里（ソンニムニ） - 松峴里（ソンヒョンニ） - 新市里（シンシリ） - 新昌里（シンチャンニ） - 新興里（シヌンニ） - 永山里（ヨンサンニ） - 一寧里（イルリョンニ） - 地境里（チギョンニ） - 天山里（チョンサンニ） |

## 歴史
1952年、亀城郡と義州郡の一部が分離して編成したものである。

### 年表
この節の出典
- 1952年12月 - 郡面里統廃合により、平安北道亀城郡沙器面・天摩面・館西面、義州郡古寧朔面をもって、天摩郡を設置。天摩郡に以下の邑・里が成立。(1邑24里)
  - 天摩邑・松峴里・新昌里・南西里・三松里・斐化里・地境里・昭関里・御宮里・松林里・大成里・一寧里・西古里・天山里・三峯里・九巌里・栢子里・新市里・殷峯里・大牛里・塔洞里・館洞里・旧倉里・東古里・大鰕里
- 1953年 (1邑24里)
  - 天摩邑が造岳里に降格。
  - 大成里が天摩邑に昇格。
- 1954年 (1邑1労働者区22里)
  - 塔洞里が天摩邑に編入。
  - 御宮里が御宮労働者区に昇格。
  - 旧倉里および三峯里の一部が合併し、永山里が発足。
- 1972年 (1邑1労働者区20里)
  - 殷峯里が地境里に編入。
  - 南西里が新市里・大牛里に分割編入。
- 1977年 - 御宮労働者区が金ゴル労働者区に改称。(1邑1労働者区20里)
- 1988年 - 金ゴル労働者区が金ゴル里に降格。(1邑21里)
- 1990年 - 昭関里・造岳里が合併し、新興里が発足。(1邑20里)